# Aéroport de Wichita
L'aéroport de Wichita (code IATA : ICT • code OACI : KICT) est un aéroport desservant la ville de Wichita, la plus grande ville du Kansas, dans le comté de Sedgwick, aux États-Unis. Les vols partant ou arrivant à l'aéroport sont des vols intérieurs. La ville est le siège de six grands constructeurs d'avions et de la base de l'US Air Force (McConnell Air Force Base), d'où son surnom : Air Capital (« capitale de l'air »).

## Statistiques
Pour des raisons techniques, il est temporairement impossible d'afficher le graphique qui aurait dû être présenté ici.

Voir la requête brute et les sources sur Wikidata.

C'est le 99e aéroport nord-américain avec plus de 1,5 million de passagers qui y ont transité en 2009.